# Белогорье (Вологодская область)
Белогорье — деревня в Бабушкинском районе Вологодской области.
Входит в состав Подболотное сельское поселение, с точки зрения административно-территориального деления — в Подболотный сельсовет.
Расстояние по автодороге до районного центра села имени Бабушкина — 116 км, до центра муниципального образования Кокшарки — 8 км. Ближайшие населённые пункты — Пестериха, Муравьево, Белокрутец.
По данным переписи в 2002 году постоянного населения не было.